# Telewizyjny spot reklamowy
Spot telewizyjny (ang. spot = kropka) – krótki film reklamowy wyświetlany w przerwach między programami telewizyjnymi albo w ich trakcie (przerywając je). Telewizyjne spoty reklamowe trwają najczęściej 30 sekund, ale spotyka się dłuższe i krótsze. Emisja spotów reklamowych jest jednym z głównych źródeł utrzymania prywatnych stacji telewizyjnych oraz stanowi pokaźne źródło dochodów telewizji publicznych. Emisja spotów reklamowych w Polsce poprzedzana jest napisem Reklama. Aktualnie spoty telewizyjne stają się często wykorzystywanym narzędziem dla prowadzenia akcji reklamowych w Internecie, najczęściej jako „wyskakujące okienka”.